# Charles Van Wyck

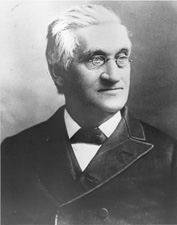
Charles H. Van Wyck

Charles Henry Van Wyck (* 10. Mai 1824 in Poughkeepsie, New York; † 24. Oktober 1895 in Washington, D.C.) war ein US-amerikanischer Politiker niederländischer Abstammung, der von 1859 bis 1863 und 1867 bis 1871 Abgeordneter im Repräsentantenhaus der Vereinigten Staaten aus New York und von 1881 bis 1887 Senator der Vereinigten Staaten aus Nebraska war.

## Frühe Jahre
Charles H. Van Wyck wurde am 10. Mai 1824 in Poughkeepsie als Sohn von Theodore C. und Elizabeth Mason Van Wyck geboren. Er besuchte das Rutgers College in New Jersey, studierte Rechtswissenschaft und erhielt 1847 seine Zulassung als Anwalt. Seinen Beruf übte er im Folgenden in Bloomingburg, New York aus, wo er zum District Attorney ernannt wurde. Diese Position hatte er zwischen 1850 und 1856 inne.

## Politischer und militärischer Aufstieg

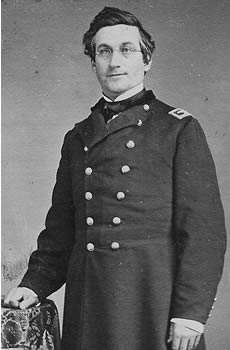
Van Wyck, 1861 im Alter von 37 Jahren

### Politik in New York
1858 wurde Van Wyck als Republikaner in das Repräsentantenhaus der Vereinigten Staaten gewählt. Sein Mandat erfüllte er zwei Legislaturperioden vom 4. März 1859 bis zum 3. März 1863. Er war Vorsitzender der Ausschüsse Committee on Mileage und  Committee on Revolutionary Pensions.

### Sezessionskrieg
1863, während des Sezessionskrieges, meldete sich Van Wyck zur Union Army, wo er als Colonel das 56. Regiment der New Yorker Freiwilligenverbände kommandierte. Die meiste Zeit diente er in der Nähe von Charleston, South Carolina unter General McClellan. Er war unter anderem an der Schlacht von Williamsburg und der Schlacht von Seven Pines beteiligt. Im September 1865 wurde ihm der Brevet-Rang des Brigadegenerals verliehen.
Zurück in New York wurde Van Wyck erneut für zwei Legislaturperioden ins Repräsentantenhaus gewählt, wo er zwischen dem 4. März 1867 und dem 3. März 1871 sein Amt ableistete. Am 15. September 1869 heiratete Van Wyck Kate Brodhead in Washington D. C.

### Politik in Nebraska
Schon 1857 hatte Van Wyck als Angehöriger einer Investmentfirma, die vollständig in Familienbesitz war, Land im Westen von Kansas und in Nebraska erstanden. Neben seinem hauptsächlichen Landbesitz im Otoe County, gehörten ihm weitere Ländereien im Thayer und im Fillmore County. 1874 siedelte er ganz nach Nebraska über. Ein Jahr später nahm er an der Verfassunggebenden Versammlung Nebraskas teil. Von 1877 an hatte Charles Van Wyck für sechs Jahre das Amt des Staatssenators inne und 1881 wurde er als Senator aus Nebraska in den Senat der Vereinigten Staaten nach Washington D. C. entsandt. Dort war er von 1881 bis 1883 Vorsitzender des Committee on the Mississippi River and Its Tributaries. Seine Politik war geprägt von einer anti-monopolistischen Einstellung und einer Ablehnung der in seinen Augen willkürlichen Einflussnahme der politisch aktiven Eisenbahngesellschaften. Diese Einstellung entfremdete ihn von seiner Partei, den Republikanern, deren Politik er schließlich sogar öffentlich anfeindete. Sein Amt als US-Senator hatte er schließlich noch bis zum 3. März 1887 inne, als sein Vorgänger Algernon Sidney Paddock erneut in den Senat einzog. Ab 1890 war Van Wyck Anhänger der neu gegründeten Populist Party, scheiterte jedoch bei der Wahl zum Gouverneur Nebraskas im Jahr 1892. 

## Tod
Er beendete schließlich seine politische Karriere und zog nach Washington D. C., wo er am 24. Oktober 1895 in Anwesenheit seiner Frau Kate und seiner Tochter H. Theodora Van Wyck verstarb. Seine Beerdigung erfolgte in Milford, Pennsylvania, wo auch seine im Kindesalter verstorbenen Töchter Meta, Lilly und Louise begraben sind.